# Лашка
Лашка (пол. Łaszka) — село в Польщі, у гміні Штутово Новодворського повіту Поморського воєводства.
Населення — 346 осіб (2011).
У 1975-1998 роках село належало до Ельблонзького воєводства.

## Демографія
Демографічна структура станом на 31 березня 2011 року:
|          | Загалом | Допрацездатний вік | Працездатний вік | Постпрацездатний вік |
| -------- | ------- | ------------------ | ---------------- | -------------------- |
| Чоловіки | 173     | 40                 | 121              | 12                   |
| Жінки    | 173     | 43                 | 98               | 32                   |
| Разом    | 346     | 83                 | 219              | 44                   |